# Center (Town, Outagamie County)
Die Town of Center ist eine von 20 Towns im Outagamie County im US-amerikanischen Bundesstaat Wisconsin. Im Jahr 2010 hatte die Town of Center 3402 Einwohner.
Town hat in Wisconsin eine grundlegend andere Bedeutung, als im übrigen englischsprachigen Bereich. Vielmehr entspricht sie den in den anderen US-Bundesstaaten üblichen Townships, die nach dem County die nächstkleinere Verwaltungseinheit bilden.
Die Town of Center liegt in der Fox Cities genannten Metropolregion.

## Geografie
Die Town of Center liegt im Osten Wisconsins, im nördlichen und nordwestlichen Vorortbereich der Stadt Appleton und wenige Kilometer nördlich des Fox River, der rund 40 km ostnordöstlich in die Green Bay des Michigansees mündet.
Die geografischen Koordinaten des Zentrums der Town of Center sind 44°22′14″ nördlicher Breite und 88°26′27″ westlicher Länge. Sie erstreckt sich über eine Fläche von 92,3 km². 
Die Town of Center liegt im südlichen Zentrum des Outagamie County und grenzt an folgende Nachbartowns und -kommunen:
| Town of Bovina        | Town of Black Creek                         | Town of Osborn   |
| Town of Ellington     | Kompassrose, die auf Nachbargemeinden zeigt | Town of Freedom  |
| Village of Greenville | Town of Grand Chute                         | City of Appleton |

## Verkehr
Der Wisconsin State Highway 47 führt in Nord-Süd-Richtung durch das Gebiet der Town of Center. Daneben verlaufen noch die County Highways A, O und S durch die Town, während der County Highway EE die östliche Grenze bildet. Alle weiteren Straßen sind untergeordnete Landstraßen,  teils unbefestigte Fahrwege sowie innerörtliche Verbindungsstraßen.
Durch das Gebiet der Town of Center führt in Nord-Süd-Richtung für den Frachtverkehr eine Eisenbahnlinie der Canadian National Railway (CN).
Der Outagamie County Regional Airport befindet sich rund 20 km südwestlich.

## Ortschaften in der Town of Center
Neben Streubesiedlung existieren mit in der Town of Center folgende gemeindefreie Siedlungen:
- Center Valley
- Hamples Corner
- Mackville
- Twelve Corners

## Bevölkerung
Nach der Volkszählung im Jahr 2010 lebten in der Town of Center 3402 Menschen in 1277 Haushalten. Die Bevölkerungsdichte betrug 36,9 Einwohner pro Quadratkilometer. In den 1277 Haushalten lebten statistisch je 2,66 Personen. 
Ethnisch betrachtet setzte sich die Bevölkerung zusammen aus 98,6 Prozent Weißen, 0,1 Prozent Afroamerikanern, 0,3 Prozent amerikanischen Ureinwohnern, 0,2 Prozent Asiaten sowie 0,2 Prozent aus anderen ethnischen Gruppen; 0,6 Prozent stammten von zwei oder mehr Ethnien ab. Unabhängig von der ethnischen Zugehörigkeit waren 0,7 Prozent der Bevölkerung spanischer oder lateinamerikanischer Abstammung. 
23,1 Prozent der Bevölkerung waren unter 18 Jahre alt, 64,7 Prozent waren zwischen 18 und 64 und 12,2 Prozent waren 65 Jahre oder älter. 47,7 Prozent der Bevölkerung waren weiblich.
Das mittlere jährliche Einkommen eines Haushalts lag bei 67.875 USD. Das Pro-Kopf-Einkommen betrug 30.243 USD. 1,3 Prozent der Einwohner lebten unterhalb der Armutsgrenze.